# رادو پوکلیتارو
رادو پوکلیتارو (انگلیسی: Radu Poklitaru؛  – ) طراح رقص اهل اتحاد جماهیر شوروی سوسیالیستی بود.